# Pásmán-Polka
Pásmán-Polka är en polka utan opusnummer av Johann Strauss den yngre. Den framfördes första gången den 3 januari 1892 i nöjesetablissemanget Ronbacher i Wien.

## Historia
När budet kom att Strauss höll på att komponera en opera, Ritter Pásmán, möttes det av stor entusiasm av publiken i Wien. Men vid premiären den 1 januari 1892 blev mottagandet kyligt och de flesta kritiker förutspådde att den inte skulle gå länge. Wiener Hofoper spelade den bara nio gånger. Kritiken riktade in sig på operans "allvarliga textproblem", men balettmusiken i akt III hyllades som "verkets kronjuvel". Utifrån operans musik sammanställde Strauss ett antal separata orkesterverk. Ett av dessa var Pásmán-Polka. 
Första gången som Capelle Strauss framförde stycket var den 6 januari 1892 då Eduard Strauss dirigerade det vid en av sina söndagskonserter i Musikverein. Men polkan hade i själva verket redan fått sin urpremiär tre dagar tidigare: den 3 januari annonserade tre militärorkestrar att de, var för sig, skulle premiärspela Pásmán-Polka. Infanteriregemente Nr 4 ('Hoch- und Deutschmeister') under ledning av Carl Michael Ziehrer, Infanteriregemente Nr 46 under Johann Müller och Infanteriregemente Nr 49 under Josef Franz Wagner. Då verket förekom som fjärde nummer på alla tre konserterna får det antas att 'Hoch- und Deutschmeister' vann segern då deras konsert startade tidigast.

## Om polkan
Speltiden är ca 3 minuter och 12 sekunder plus minus några sekunder beroende på dirigentens musikaliska tolkning.
Valsen var ett av fyra verk där Strauss återanvände musik från operan Ritter Pásmán:
- Pásmán-Walzer, Vals
- Eva-Walzer, Vals
- Pásmán-Polka, Polka
- Pásmán-Quadrille, Kadrilj